# Branko Damljanović
Branko Damljanović (serbisch-kyrillisch Бранко Дамљановић; * 17. Juni 1961 in Novi Sad) ist ein serbischer Schachmeister.

## Leben

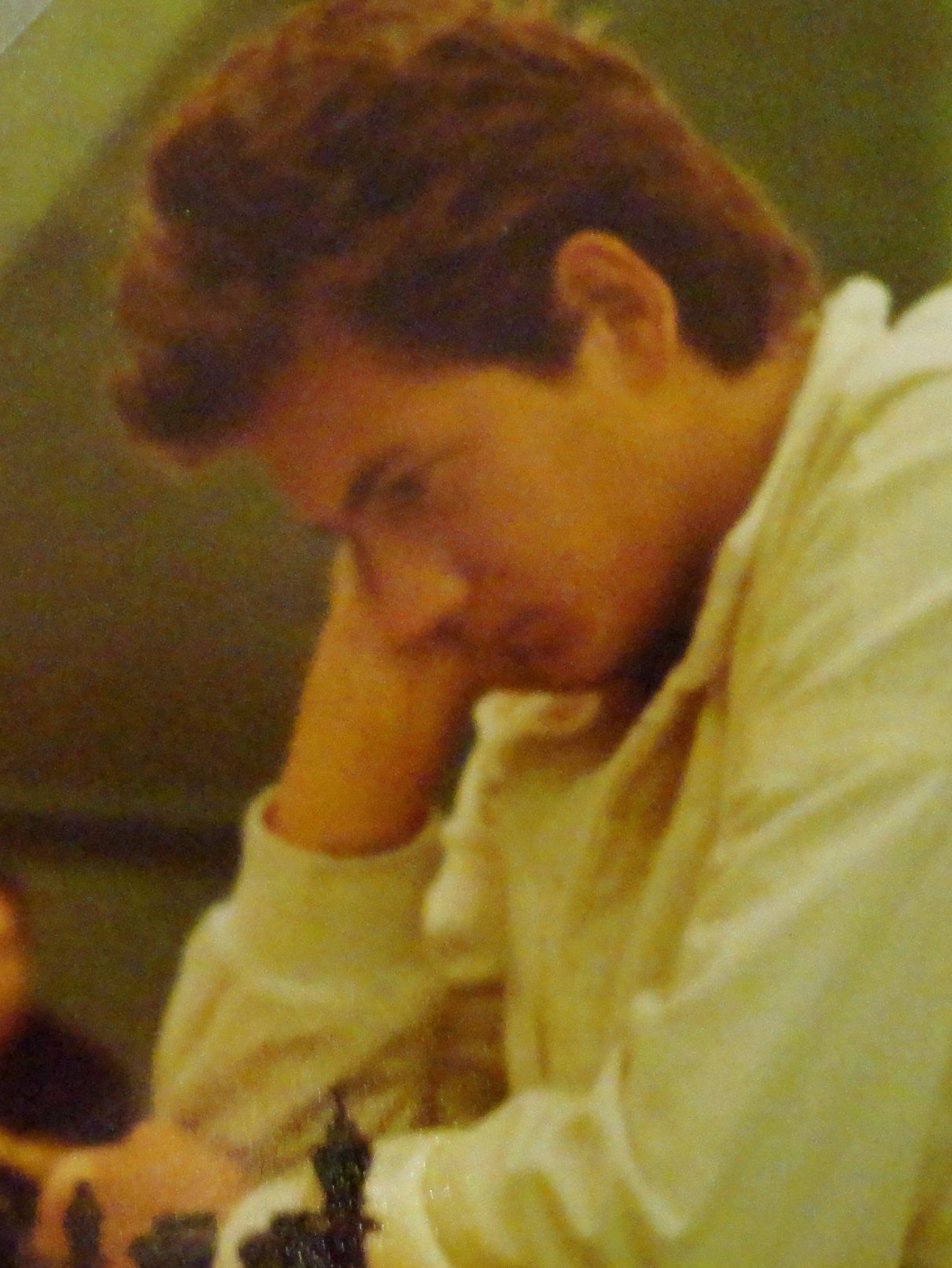
Branko Damljanović, Belgrad 1982

Damljanović wurde 1979 jugoslawischer Jugendmeister, 1982 verlieh ihm die FIDE den Titel Internationaler Meister, 1989 wurde er Großmeister. 1991 und 2001 (geteilter 1.–4.) gewann er die jugoslawische Einzelmeisterschaft. 2006 teilte er Platz eins und zwei bei der Meisterschaft von Serbien-Montenegro und gewann den anschließenden Stichkampf in Kraljevo gegen Dejan Pikula mit 2,5-1,5 (+2 =1 −1). Im Laufe seiner Karriere errang er zahlreiche Turniersiege, die bedeutendsten: Graz 1987, Nea Makri 1990 (Zonenturnier), Belgrad 1992, Saragossa 1993, A Coruña 1996, Vila Real de Santo António 1998, Belgrad 2000 und Frascati 2006. 1990 nahm er am Interzonenturnier in Manila teil. 
Im Januar 2015 liegt er auf dem fünften Platz der serbischen Elo-Rangliste. 

## Mannschaftsschach

### Nationalmannschaft
Damljanović nahm zwischen 1990 und 2004 an sieben Schacholympiaden teil. Außerdem erreichte bei der Mannschaftsweltmeisterschaft 1989 mit Jugoslawien den zweiten Platz, wobei er das beste Einzelergebnis am zweiten Reservebrett hatte und nahm zwischen 1992 und 2013 an acht Mannschaftseuropameisterschaften teil. Er erreichte 2013 am dritten Brett das zweitbeste Einzelergebnis.

### Vereine
In Jugoslawien spielte Damljanović für Crvena Zvezda Belgrad und Agrouniverzal Zemun, mit denen er auch am European Club Cup teilnahm. In der bosnischen Premijer Liga spielte er 2002 für den ŠK Panteri Bijeljina, 2009 und 2010 für den ŠK Bosna Sarajevo, mit dem er 2009 Mannschaftsmeister wurde, und 2014 für den ŠK Bihać. In der französischen Top 16 spielte Damljanović von 2006 bis 2009 für La Tour Sarrazine Antibes, in der spanischen Mannschaftsmeisterschaft von 2002 bis 2004 für CA iberCaja Zaragoza und in Ungarn in der Saison 2019/20 für Maróczy Géza Sportegyesület.
Am European Club Cup 2002 nahm er mit dem mazedonischen Verein BM Kisela Voda Skopje teil und erreichte das zweitbeste Ergebnis am dritten Brett.